# Orieux
Orieux är en kommun i departementet Hautes-Pyrénées i regionen Occitanien i sydvästra Frankrike. Kommunen ligger i kantonen Tournay som tillhör arrondissementet Tarbes. År 2022 hade Orieux 110 invånare.

## Befolkningsutveckling
Antalet invånare i kommunen Orieux
| Referens: INSEE |